# كوبا ساباتيني 2023
كوبا ساباتيني 2023 (بالإيطالية: Coppa Sabatini 2023)‏ هو سباق دراجات هوائية من فئة  1.1، وهو الموسم الحادي والسبعين من كوبا ساباتيني، وأقيم في 14 سبتمبر 2023 ضمن سباقات سلسلة سباقات الاتحاد الدولي للدراجات للمحترفين 2023.
فاز بالمركز الأول مارك هيرشي، وفاز بالمركز الثاني بافل سيفاكوف، وفاز بالمركز الثالث تادي بوجار.

## الفرق
| فرق عالمية (7)- Astana Qazaqstan Team - Cofidis - EF Education-EasyPost - Ineos Grenadiers - Intermarché-Circus-Wanty - Team Jayco AlUla - UAE Team Emirates فرق برو (6)- فريق إيولو كوميت لركوب الدراجات 2023 ‏ - أوسكالتيل أوسكادي 2023 ‏ - Green Project-Bardiani CSF-Faizanè - Q36.5 Pro Cycling Team ‏ - Team Solution Tech–Vini Fantini ‏ - TotalEnergies فرق قارية (5)- إلكترو هايبر يوروبا ‏ - أندروني جوكاتولي-سيدرمك ‏ - MG.K vis Colors for Peace ‏ - Team Technipes #inEmiliaRomagna ‏ - Sam–Vitalcare–Dynatek ‏ |  |
| |  |

## المشاركون
| Ineos Grenadiers IGD | Ineos Grenadiers IGD       | Ineos Grenadiers IGD |
| -------------------- | -------------------------- | -------------------- |
| م                    | عداء                       | مرتبة                |
| 2                    | Michael Leonard (cyclist) ‏ | لم يكمل السباق       |
| 3                    | ماغنوس شيفيلد              | 15                   |
| 4                    | براندون ريفيرا ‏            | لم يكمل السباق       |
| 5                    | بافل سيفاكوف               | 2                    |
| 6                    | بن سويفت                   | 39                   |
| 7                    | إيثان هايتر                | لم يكمل السباق       |
| 8                    | Ben Tulett ‏                | لم يكمل السباق       |

| Astana Qazaqstan Team AST | Astana Qazaqstan Team AST | Astana Qazaqstan Team AST |
| ------------------------- | ------------------------- | ------------------------- |
| م                         | عداء                      | مرتبة                     |
| 11                        | أليكسي لوتزينكو (طريق)    | 5                         |
| 12                        | Gleb Brussenskiy ‏         | لم يكمل السباق            |
| 13                        | Harold Martín López ‏      | لم يكمل السباق            |
| 14                        | Yuriy Natarov ‏            | لم يكمل السباق            |
| 15                        | جياني موسكون              | 12                        |
| 16                        | Harold Tejada ‏            | 31                        |
| 17                        | بيترو فيلاسكو (طريق)      | 28                        |

| Cofidis COF | Cofidis COF      | Cofidis COF    |
| ----------- | ---------------- | -------------- |
| م           | عداء             | مرتبة          |
| 21          | ويليام مارتن     | 4              |
| 22          | سيمون جيشكي      | لم يكمل السباق |
| 23          | Jonathan Lastra ‏ | 37             |
| 24          | Axel Mariault ‏   | 33             |
| 25          | بنجامين توماس    | لم يكمل السباق |
| 26          | Hugo Toumire ‏    | لم يكمل السباق |
| 27          | توماس شامبيون    | لم يكمل السباق |

| EF Education-EasyPost EFE | EF Education-EasyPost EFE | EF Education-EasyPost EFE |
| ------------------------- | ------------------------- | ------------------------- |
| م                         | عداء                      | مرتبة                     |
| 31                        | ريتشارد كاراباز (طريق)    | 7                         |
| 32                        | سيمون كار                 | لم يكمل السباق            |
| 33                        | ألكساندر سيبيدا           | لم يكمل السباق            |
| 34                        | Stefan de Bod ‏            | لم يكمل السباق            |
| 36                        | مايكل فالغرين             | 8                         |
| 37                        | مارك بادون                | لم يكمل السباق            |

| Intermarché-Circus-Wanty ICW | Intermarché-Circus-Wanty ICW | Intermarché-Circus-Wanty ICW |
| ---------------------------- | ---------------------------- | ---------------------------- |
| م                            | عداء                         | مرتبة                        |
| 41                           | Francesco Busatto ‏           | 13                           |
| 42                           | ليليان كالجمان               | لم يكمل السباق               |
| 43                           | Alexy Faure Prost ‏           | لم يكمل السباق               |
| 44                           | Laurens Huys ‏                | لم يكمل السباق               |
| 45                           | لويس مينتيس                  | لم يكمل السباق               |
| 46                           | جورج تسيمارمان               | 25                           |
| 47                           | لورينزو روتا                 | لم يكمل السباق               |

| Team Jayco AlUla JAY | Team Jayco AlUla JAY | Team Jayco AlUla JAY |
| -------------------- | -------------------- | -------------------- |
| م                    | عداء                 | مرتبة                |
| 51                   | أليكساندر بالمر      | 32                   |
| 52                   | Kevin Colleoni ‏      | 41                   |
| 53                   | أليساندرو دي مارشي   | 42                   |
| 54                   | تسغابو غرماي         | لم يكمل السباق       |
| 55                   | جيسوس دايفيد بينيا ‏  | لم يكمل السباق       |
| 56                   | رودي بوتر ‏           | لم يكمل السباق       |
| 57                   | فيليبو زانا          | 16                   |

| UAE Team Emirates UAD | UAE Team Emirates UAD | UAE Team Emirates UAD |
| --------------------- | --------------------- | --------------------- |
| م                     | عداء                  | مرتبة                 |
| 61                    | تادي بوجار (طريق)     | 3                     |
| 62                    | Sjoerd Bax ‏           | لم يكمل السباق        |
| 63                    | جورج بينيت            | 9                     |
| 64                    | Jan Christen ‏         | لم يكمل السباق        |
| 65                    | مارك هيرشي (طريق)     | 1                     |
| 66                    | فيليكس جروس شارتنر    | 14                    |
| 67                    | دافيد فورمولو         | لم يكمل السباق        |

| Team Solution Tech–Vini Fantini ‏ COR | Team Solution Tech–Vini Fantini ‏ COR | Team Solution Tech–Vini Fantini ‏ COR |
| ------------------------------------ | ------------------------------------ | ------------------------------------ |
| م                                    | عداء                                 | مرتبة                                |
| 71                                   | دافيد بالداكيني ‏                     | 45                                   |
| 72                                   | فاليريو كونتي                        | لم يكمل السباق                       |
| 73                                   | Veljko Stojnić ‏                      | لم يكمل السباق                       |
| 74                                   | Nicolás Tivani ‏                      | لم يكمل السباق                       |
| 75                                   | Kyrylo Tsarenko ‏                     | لم يكمل السباق                       |
| 76                                   | Andrii Ponomar ‏                      | 23                                   |
| 77                                   | Lorenzo Quartucci ‏                   | 44                                   |

| إيولو كوميت ‏ EOK | إيولو كوميت ‏ EOK  | إيولو كوميت ‏ EOK |
| ---------------- | ----------------- | ---------------- |
| م                | عداء              | مرتبة            |
| 81               | فينتشنزو ألبانيز  | 18               |
| 82               | فرانسيسكو جافازي  | لم يكمل السباق   |
| 83               | Mattia Bais ‏      | 40               |
| 84               | أندريا غاروسيو    | لم يكمل السباق   |
| 85               | Álex Martín ‏      | 29               |
| 86               | Davide Piganzoli ‏ | 30               |
| 87               | Fernando Tercero ‏ | لم يكمل السباق   |

| أوسكالتيل أوسكادي ‏ EUS | أوسكالتيل أوسكادي ‏ EUS | أوسكالتيل أوسكادي ‏ EUS |
| ---------------------- | ---------------------- | ---------------------- |
| م                      | عداء                   | مرتبة                  |
| 91                     | Ibai Azurmendi ‏        | 34                     |
| 92                     | Antonio Jesús Soto ‏    | لم يكمل السباق         |
| 93                     | Enekoitz Azparren ‏     | 36                     |
| 94                     | Xabier Azparren ‏       | لم يكمل السباق         |
| 95                     | Peio Goikoetxea ‏       | لم يكمل السباق         |
| 96                     | Gotzon Martín ‏         | 19                     |
| 97                     | Xabier Berasategi ‏     | 20                     |

| Green Project-Bardiani CSF-Faizanè BCF | Green Project-Bardiani CSF-Faizanè BCF | Green Project-Bardiani CSF-Faizanè BCF |
| -------------------------------------- | -------------------------------------- | -------------------------------------- |
| م                                      | عداء                                   | مرتبة                                  |
| 101                                    | Filippo Fiorelli ‏                      | 38                                     |
| 102                                    | Luca Cavallo ‏                          | لم يكمل السباق                         |
| 103                                    | Filippo Magli ‏                         | 24                                     |
| 104                                    | Martin Marcellusi ‏                     | لم يكمل السباق                         |
| 105                                    | Alessandro Pinarello ‏                  | لم يكمل السباق                         |
| 106                                    | هنوك مولوبرهان ‏                        | 22                                     |
| 107                                    | Luca Covili ‏                           | 26                                     |

| Q36.5 Pro Cycling Team ‏ Q36 | Q36.5 Pro Cycling Team ‏ Q36 | Q36.5 Pro Cycling Team ‏ Q36 |
| --------------------------- | --------------------------- | --------------------------- |
| م                           | عداء                        | مرتبة                       |
| 112                         | ماتيو باديلاتي              | لم يكمل السباق              |
| 113                         | جيانلوكا برامبيلا           | 21                          |
| 114                         | Walter Calzoni ‏             | 6                           |
| 115                         | Marcel Camprubí ‏            | 11                          |
| 116                         | Alessandro Fedeli ‏          | لم يكمل السباق              |
| 117                         | Pavel Novák ‏                | لم يكمل السباق              |

| TotalEnergies TEN | TotalEnergies TEN   | TotalEnergies TEN |
| ----------------- | ------------------- | ----------------- |
| م                 | عداء                | مرتبة             |
| 121               | Mathieu Burgaudeau ‏ | 10                |
| 122               | جيريمي كابوت        | لم يكمل السباق    |
| 123               | Valentin Ferron ‏    | لم يكمل السباق    |
| 124               | الكسيس فويليرموز    | 17                |
| 125               | Mattéo Vercher ‏     | لم يكمل السباق    |
| 126               | Alessio Cialone‏     | لم يكمل السباق    |
| 127               | Lucas Grolier ‏      | لم يكمل السباق    |

| إلكترو هايبر يوروبا ‏ EHE | إلكترو هايبر يوروبا ‏ EHE | إلكترو هايبر يوروبا ‏ EHE |
| ------------------------ | ------------------------ | ------------------------ |
| م                        | عداء                     | مرتبة                    |
| 131                      | Alex Molenaar ‏           | لم يكمل السباق           |
| 132                      | Joan Martí Bennassar ‏    | لم يكمل السباق           |
| 133                      | José Luis Faura ‏         | لم يكمل السباق           |
| 134                      | Alejandro Ropero ‏        | 46                       |
| 135                      | POR                      | لم يبدأ                  |
| 136                      | José María Martín‏        | لم يكمل السباق           |
| 137                      | Mateu Estelrich ‏         | لم يكمل السباق           |

| أندروني جوكاتولي-سيدرمك ‏ GSS | أندروني جوكاتولي-سيدرمك ‏ GSS | أندروني جوكاتولي-سيدرمك ‏ GSS |
| ---------------------------- | ---------------------------- | ---------------------------- |
| م                            | عداء                         | مرتبة                        |
| 141                          | Trym Westgaard Holther ‏      | لم يكمل السباق               |
| 142                          | Jonathan Guatibonza ‏         | لم يكمل السباق               |
| 143                          | Andrés Mancipe‏               | لم يكمل السباق               |
| 144                          | أليخاندرو أوسوريو            | لم يكمل السباق               |
| 145                          | Jeferson Armando Ruiz Acuña‏  | 47                           |
| 146                          | Filippo Tagliani ‏            | لم يكمل السباق               |
| 147                          | Santiago Umba ‏               | 35                           |

| MG.K vis Colors for Peace ‏ MGK | MG.K vis Colors for Peace ‏ MGK | MG.K vis Colors for Peace ‏ MGK |
| ------------------------------ | ------------------------------ | ------------------------------ |
| م                              | عداء                           | مرتبة                          |
| 151                            | Mattia Di Felice‏               | لم يكمل السباق                 |
| 152                            | Davide Casini‏                  | لم يكمل السباق                 |
| 153                            | Ben Granger‏                    | لم يكمل السباق                 |
| 154                            | روبرتو غونزاليس ‏               | 27                             |
| 155                            | Matthew Kingston‏               | لم يكمل السباق                 |
| 156                            | Edoardo Martinelli‏             | لم يكمل السباق                 |
| 157                            | Lapo Gavilli‏                   | لم يكمل السباق                 |

| Team Technipes #inEmiliaRomagna ‏ TER | Team Technipes #inEmiliaRomagna ‏ TER | Team Technipes #inEmiliaRomagna ‏ TER |
| ------------------------------------ | ------------------------------------ | ------------------------------------ |
| م                                    | عداء                                 | مرتبة                                |
| 161                                  | Emanuele Ansaloni ‏                   | 48                                   |
| 162                                  | Andrea Innocenti‏                     | لم يكمل السباق                       |
| 163                                  | Alessandro Monaco ‏                   | لم يكمل السباق                       |
| 164                                  | Martin Nessler‏                       | لم يكمل السباق                       |
| 165                                  | Gabriele Petrelli‏                    | لم يكمل السباق                       |
| 166                                  | Matteo Montefiori‏                    | لم يكمل السباق                       |
| 167                                  | Andrea Sergiampietri‏                 | لم يكمل السباق                       |

| Sam–Vitalcare–Dynatek ‏ IWD | Sam–Vitalcare–Dynatek ‏ IWD | Sam–Vitalcare–Dynatek ‏ IWD |
| -------------------------- | -------------------------- | -------------------------- |
| م                          | عداء                       | مرتبة                      |
| 171                        | Manuel Capra‏               | لم يكمل السباق             |
| 172                        | Nicola Venchiarutti ‏       | لم يكمل السباق             |
| 173                        | Samuele Mion‏               | لم يكمل السباق             |
| 174                        | Lorenzo Ginestra‏           | لم يكمل السباق             |
| 175                        | كيفن ريفيرا                | لم يكمل السباق             |
| 176                        | Giacomo Garavaglia ‏        | 43                         |
| 177                        | Edvard Novak‏               | لم يكمل السباق             |

| Ineos Grenadiers IGD | Ineos Grenadiers IGD       | Ineos Grenadiers IGD |
| -------------------- | -------------------------- | -------------------- |
| م                    | عداء                       | مرتبة                |
| 2                    | Michael Leonard (cyclist) ‏ | لم يكمل السباق       |
| 3                    | ماغنوس شيفيلد              | 15                   |
| 4                    | براندون ريفيرا ‏            | لم يكمل السباق       |
| 5                    | بافل سيفاكوف               | 2                    |
| 6                    | بن سويفت                   | 39                   |
| 7                    | إيثان هايتر                | لم يكمل السباق       |
| 8                    | Ben Tulett ‏                | لم يكمل السباق       |

| Astana Qazaqstan Team AST | Astana Qazaqstan Team AST | Astana Qazaqstan Team AST |
| ------------------------- | ------------------------- | ------------------------- |
| م                         | عداء                      | مرتبة                     |
| 11                        | أليكسي لوتزينكو (طريق)    | 5                         |
| 12                        | Gleb Brussenskiy ‏         | لم يكمل السباق            |
| 13                        | Harold Martín López ‏      | لم يكمل السباق            |
| 14                        | Yuriy Natarov ‏            | لم يكمل السباق            |
| 15                        | جياني موسكون              | 12                        |
| 16                        | Harold Tejada ‏            | 31                        |
| 17                        | بيترو فيلاسكو (طريق)      | 28                        |

| Cofidis COF | Cofidis COF      | Cofidis COF    |
| ----------- | ---------------- | -------------- |
| م           | عداء             | مرتبة          |
| 21          | ويليام مارتن     | 4              |
| 22          | سيمون جيشكي      | لم يكمل السباق |
| 23          | Jonathan Lastra ‏ | 37             |
| 24          | Axel Mariault ‏   | 33             |
| 25          | بنجامين توماس    | لم يكمل السباق |
| 26          | Hugo Toumire ‏    | لم يكمل السباق |
| 27          | توماس شامبيون    | لم يكمل السباق |

| EF Education-EasyPost EFE | EF Education-EasyPost EFE | EF Education-EasyPost EFE |
| ------------------------- | ------------------------- | ------------------------- |
| م                         | عداء                      | مرتبة                     |
| 31                        | ريتشارد كاراباز (طريق)    | 7                         |
| 32                        | سيمون كار                 | لم يكمل السباق            |
| 33                        | ألكساندر سيبيدا           | لم يكمل السباق            |
| 34                        | Stefan de Bod ‏            | لم يكمل السباق            |
| 36                        | مايكل فالغرين             | 8                         |
| 37                        | مارك بادون                | لم يكمل السباق            |

| Intermarché-Circus-Wanty ICW | Intermarché-Circus-Wanty ICW | Intermarché-Circus-Wanty ICW |
| ---------------------------- | ---------------------------- | ---------------------------- |
| م                            | عداء                         | مرتبة                        |
| 41                           | Francesco Busatto ‏           | 13                           |
| 42                           | ليليان كالجمان               | لم يكمل السباق               |
| 43                           | Alexy Faure Prost ‏           | لم يكمل السباق               |
| 44                           | Laurens Huys ‏                | لم يكمل السباق               |
| 45                           | لويس مينتيس                  | لم يكمل السباق               |
| 46                           | جورج تسيمارمان               | 25                           |
| 47                           | لورينزو روتا                 | لم يكمل السباق               |

| Team Jayco AlUla JAY | Team Jayco AlUla JAY | Team Jayco AlUla JAY |
| -------------------- | -------------------- | -------------------- |
| م                    | عداء                 | مرتبة                |
| 51                   | أليكساندر بالمر      | 32                   |
| 52                   | Kevin Colleoni ‏      | 41                   |
| 53                   | أليساندرو دي مارشي   | 42                   |
| 54                   | تسغابو غرماي         | لم يكمل السباق       |
| 55                   | جيسوس دايفيد بينيا ‏  | لم يكمل السباق       |
| 56                   | رودي بوتر ‏           | لم يكمل السباق       |
| 57                   | فيليبو زانا          | 16                   |

| UAE Team Emirates UAD | UAE Team Emirates UAD | UAE Team Emirates UAD |
| --------------------- | --------------------- | --------------------- |
| م                     | عداء                  | مرتبة                 |
| 61                    | تادي بوجار (طريق)     | 3                     |
| 62                    | Sjoerd Bax ‏           | لم يكمل السباق        |
| 63                    | جورج بينيت            | 9                     |
| 64                    | Jan Christen ‏         | لم يكمل السباق        |
| 65                    | مارك هيرشي (طريق)     | 1                     |
| 66                    | فيليكس جروس شارتنر    | 14                    |
| 67                    | دافيد فورمولو         | لم يكمل السباق        |

| Team Solution Tech–Vini Fantini ‏ COR | Team Solution Tech–Vini Fantini ‏ COR | Team Solution Tech–Vini Fantini ‏ COR |
| ------------------------------------ | ------------------------------------ | ------------------------------------ |
| م                                    | عداء                                 | مرتبة                                |
| 71                                   | دافيد بالداكيني ‏                     | 45                                   |
| 72                                   | فاليريو كونتي                        | لم يكمل السباق                       |
| 73                                   | Veljko Stojnić ‏                      | لم يكمل السباق                       |
| 74                                   | Nicolás Tivani ‏                      | لم يكمل السباق                       |
| 75                                   | Kyrylo Tsarenko ‏                     | لم يكمل السباق                       |
| 76                                   | Andrii Ponomar ‏                      | 23                                   |
| 77                                   | Lorenzo Quartucci ‏                   | 44                                   |

| إيولو كوميت ‏ EOK | إيولو كوميت ‏ EOK  | إيولو كوميت ‏ EOK |
| ---------------- | ----------------- | ---------------- |
| م                | عداء              | مرتبة            |
| 81               | فينتشنزو ألبانيز  | 18               |
| 82               | فرانسيسكو جافازي  | لم يكمل السباق   |
| 83               | Mattia Bais ‏      | 40               |
| 84               | أندريا غاروسيو    | لم يكمل السباق   |
| 85               | Álex Martín ‏      | 29               |
| 86               | Davide Piganzoli ‏ | 30               |
| 87               | Fernando Tercero ‏ | لم يكمل السباق   |

| أوسكالتيل أوسكادي ‏ EUS | أوسكالتيل أوسكادي ‏ EUS | أوسكالتيل أوسكادي ‏ EUS |
| ---------------------- | ---------------------- | ---------------------- |
| م                      | عداء                   | مرتبة                  |
| 91                     | Ibai Azurmendi ‏        | 34                     |
| 92                     | Antonio Jesús Soto ‏    | لم يكمل السباق         |
| 93                     | Enekoitz Azparren ‏     | 36                     |
| 94                     | Xabier Azparren ‏       | لم يكمل السباق         |
| 95                     | Peio Goikoetxea ‏       | لم يكمل السباق         |
| 96                     | Gotzon Martín ‏         | 19                     |
| 97                     | Xabier Berasategi ‏     | 20                     |

| Green Project-Bardiani CSF-Faizanè BCF | Green Project-Bardiani CSF-Faizanè BCF | Green Project-Bardiani CSF-Faizanè BCF |
| -------------------------------------- | -------------------------------------- | -------------------------------------- |
| م                                      | عداء                                   | مرتبة                                  |
| 101                                    | Filippo Fiorelli ‏                      | 38                                     |
| 102                                    | Luca Cavallo ‏                          | لم يكمل السباق                         |
| 103                                    | Filippo Magli ‏                         | 24                                     |
| 104                                    | Martin Marcellusi ‏                     | لم يكمل السباق                         |
| 105                                    | Alessandro Pinarello ‏                  | لم يكمل السباق                         |
| 106                                    | هنوك مولوبرهان ‏                        | 22                                     |
| 107                                    | Luca Covili ‏                           | 26                                     |

| Q36.5 Pro Cycling Team ‏ Q36 | Q36.5 Pro Cycling Team ‏ Q36 | Q36.5 Pro Cycling Team ‏ Q36 |
| --------------------------- | --------------------------- | --------------------------- |
| م                           | عداء                        | مرتبة                       |
| 112                         | ماتيو باديلاتي              | لم يكمل السباق              |
| 113                         | جيانلوكا برامبيلا           | 21                          |
| 114                         | Walter Calzoni ‏             | 6                           |
| 115                         | Marcel Camprubí ‏            | 11                          |
| 116                         | Alessandro Fedeli ‏          | لم يكمل السباق              |
| 117                         | Pavel Novák ‏                | لم يكمل السباق              |

| TotalEnergies TEN | TotalEnergies TEN   | TotalEnergies TEN |
| ----------------- | ------------------- | ----------------- |
| م                 | عداء                | مرتبة             |
| 121               | Mathieu Burgaudeau ‏ | 10                |
| 122               | جيريمي كابوت        | لم يكمل السباق    |
| 123               | Valentin Ferron ‏    | لم يكمل السباق    |
| 124               | الكسيس فويليرموز    | 17                |
| 125               | Mattéo Vercher ‏     | لم يكمل السباق    |
| 126               | Alessio Cialone‏     | لم يكمل السباق    |
| 127               | Lucas Grolier ‏      | لم يكمل السباق    |

| إلكترو هايبر يوروبا ‏ EHE | إلكترو هايبر يوروبا ‏ EHE | إلكترو هايبر يوروبا ‏ EHE |
| ------------------------ | ------------------------ | ------------------------ |
| م                        | عداء                     | مرتبة                    |
| 131                      | Alex Molenaar ‏           | لم يكمل السباق           |
| 132                      | Joan Martí Bennassar ‏    | لم يكمل السباق           |
| 133                      | José Luis Faura ‏         | لم يكمل السباق           |
| 134                      | Alejandro Ropero ‏        | 46                       |
| 135                      | POR                      | لم يبدأ                  |
| 136                      | José María Martín‏        | لم يكمل السباق           |
| 137                      | Mateu Estelrich ‏         | لم يكمل السباق           |

| أندروني جوكاتولي-سيدرمك ‏ GSS | أندروني جوكاتولي-سيدرمك ‏ GSS | أندروني جوكاتولي-سيدرمك ‏ GSS |
| ---------------------------- | ---------------------------- | ---------------------------- |
| م                            | عداء                         | مرتبة                        |
| 141                          | Trym Westgaard Holther ‏      | لم يكمل السباق               |
| 142                          | Jonathan Guatibonza ‏         | لم يكمل السباق               |
| 143                          | Andrés Mancipe‏               | لم يكمل السباق               |
| 144                          | أليخاندرو أوسوريو            | لم يكمل السباق               |
| 145                          | Jeferson Armando Ruiz Acuña‏  | 47                           |
| 146                          | Filippo Tagliani ‏            | لم يكمل السباق               |
| 147                          | Santiago Umba ‏               | 35                           |

| MG.K vis Colors for Peace ‏ MGK | MG.K vis Colors for Peace ‏ MGK | MG.K vis Colors for Peace ‏ MGK |
| ------------------------------ | ------------------------------ | ------------------------------ |
| م                              | عداء                           | مرتبة                          |
| 151                            | Mattia Di Felice‏               | لم يكمل السباق                 |
| 152                            | Davide Casini‏                  | لم يكمل السباق                 |
| 153                            | Ben Granger‏                    | لم يكمل السباق                 |
| 154                            | روبرتو غونزاليس ‏               | 27                             |
| 155                            | Matthew Kingston‏               | لم يكمل السباق                 |
| 156                            | Edoardo Martinelli‏             | لم يكمل السباق                 |
| 157                            | Lapo Gavilli‏                   | لم يكمل السباق                 |

| Team Technipes #inEmiliaRomagna ‏ TER | Team Technipes #inEmiliaRomagna ‏ TER | Team Technipes #inEmiliaRomagna ‏ TER |
| ------------------------------------ | ------------------------------------ | ------------------------------------ |
| م                                    | عداء                                 | مرتبة                                |
| 161                                  | Emanuele Ansaloni ‏                   | 48                                   |
| 162                                  | Andrea Innocenti‏                     | لم يكمل السباق                       |
| 163                                  | Alessandro Monaco ‏                   | لم يكمل السباق                       |
| 164                                  | Martin Nessler‏                       | لم يكمل السباق                       |
| 165                                  | Gabriele Petrelli‏                    | لم يكمل السباق                       |
| 166                                  | Matteo Montefiori‏                    | لم يكمل السباق                       |
| 167                                  | Andrea Sergiampietri‏                 | لم يكمل السباق                       |

| Sam–Vitalcare–Dynatek ‏ IWD | Sam–Vitalcare–Dynatek ‏ IWD | Sam–Vitalcare–Dynatek ‏ IWD |
| -------------------------- | -------------------------- | -------------------------- |
| م                          | عداء                       | مرتبة                      |
| 171                        | Manuel Capra‏               | لم يكمل السباق             |
| 172                        | Nicola Venchiarutti ‏       | لم يكمل السباق             |
| 173                        | Samuele Mion‏               | لم يكمل السباق             |
| 174                        | Lorenzo Ginestra‏           | لم يكمل السباق             |
| 175                        | كيفن ريفيرا                | لم يكمل السباق             |
| 176                        | Giacomo Garavaglia ‏        | 43                         |
| 177                        | Edvard Novak‏               | لم يكمل السباق             |

## التصنيف العام النهائي
| التصنيف العام         | التصنيف العام       | التصنيف العام           | التصنيف العام | التصنيف العام |
| العداء                | العداء              | الفريق                  | الوقت         |               |
| --------------------- | ------------------- | ----------------------- | ------------- | ------------- |
| 1                     | مارك هيرشي          | فريق الإمارات           | 4 س 47 د 15 ث |               |
| 2                     | بافل سيفاكوف        | Ineos Grenadiers        | + 2 ث         |               |
| 3                     | تادي بوجار          | فريق الإمارات           | + 18 ث        |               |
| 4                     | ويليام مارتن        | Cofidis                 | + 18 ث        |               |
| 5                     | أليكسي لوتزينكو     | Astana Qazaqstan Team   | + 18 ث        |               |
| 6                     | Walter Calzoni ‏     | Q36.5 Pro Cycling Team ‏ | + 2 د 10 ث    |               |
| 7                     | ريتشارد كاراباز     | EF Education-EasyPost   | + 2 د 17 ث    |               |
| 8                     | مايكل فالغرين       | EF Education-EasyPost   | + 3 د 54 ث    |               |
| 9                     | جورج بينيت          | فريق الإمارات           | + 4 د 45 ث    |               |
| 10                    | Mathieu Burgaudeau ‏ | TotalEnergies           | + 6 د 04 ث    |               |
|                       |                     |                         |               |               |
| مصدر: ProCyclingStats |                     |                         |               |               |

## وصلات خارجية
- لمحة عن سباق كوبا ساباتيني 2023 على موقع  ProCyclingStats   (برو  سايكلنج  ستاتس) - إحصاءات  محترفي  الدراجات.
- كوبا ساباتيني 2023 على موقع إحصائيات الدراجات الإحترافية (الإنجليزية)